# Jalšovík
Jalšovík (em húngaro: Bozókalsók) é um município da Eslováquia, situado no distrito de Krupina, na região de Banská Bystrica. Tem 5,96 km² de área e sua população em 2018 foi estimada em 187 habitantes.

## Demografia
| Ano:        | 1994 | 2004   | 2014   | 2024   |
| ----------- | ---- | ------ | ------ | ------ |
| Broj ljudi: | 216  | 201    | 193    | 175    |
| Razlika:    |      | -6,94% | -3,98% | -9,32% |

| Ano:               | 2023 | 2024   |
| ------------------ | ---- | ------ |
| Número de pessoas: | 176  | 175    |
| Diferença:         |      | -0,56% |